# Noblesse russe
 (mars 2018).
 (31 mars 2019).

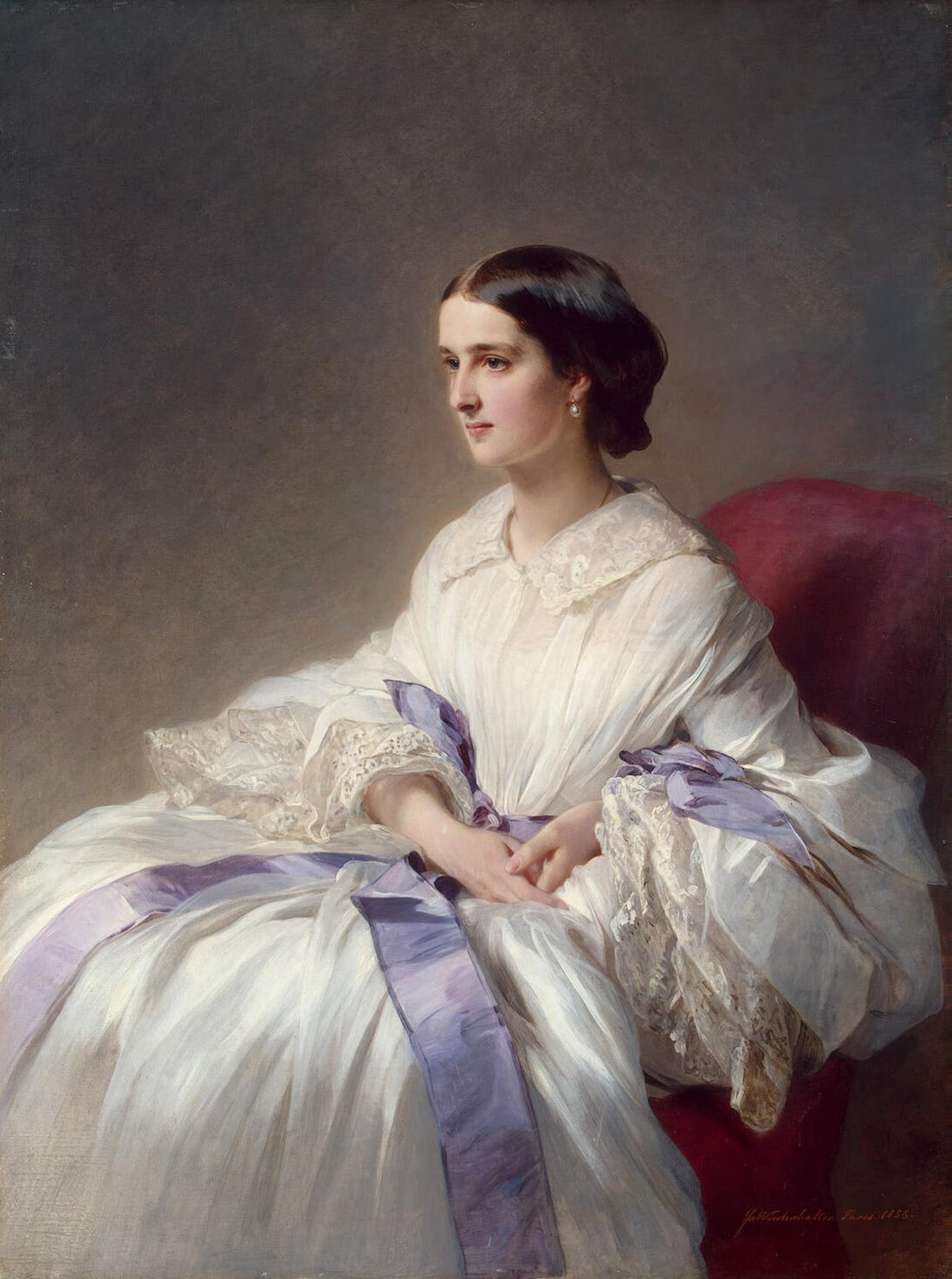
Comtesse Olga Chouvalova née princesse Belosselsky-Belozersky par Winterhalter, 1858.

La noblesse russe (дворянство, dvorianstvo, « noblesse ») apparaît en tant que classe sociale distincte au XIIe siècle. Le mot дворянство provient du terme двор, dvor, désignant « la cour d'un Prince », puis celle du tsar. En Russie, la noblesse correspond au statut de l'aristocratie. Cependant, l'octroi de ce statut n'est associé à un titre nobiliaire qu'à partir du règne du tsar Pierre le Grand.
La noblesse a exercé un rôle considérable dans l'histoire de la Russie jusqu'à la révolution d'Octobre 1917.

## Histoire
L'histoire de la noblesse est une succession de luttes d'influence entre les souverains russes et cette classe sociale, émaillée d'assassinats, de coups d'État et d'oukases. L'évolution du statut de la noblesse en Russie n'est pas linéaire.
On distingue deux temps dans l'histoire de la noblesse russe : avant le règne de Pierre Ier, et après. Les apports de ce tsar au fonctionnement de la noblesse sont tels qu'ils modifient les structures de la société russe jusqu'à la révolution de 1917.

### DuIXeauXIIesiècle
La Russie, telle qu'elle existe aujourd'hui, est apparue au milieu du XVIe siècle.
Le principal État l'ayant précédée — et qui est au cœur de son origine politique — est la Rus' de Kiev, puissante principauté médiévale slave apparue, selon la thèse officielle, en l'an 860 et disparue au XIIe siècle.
Fondé par les Varègues, et plus précisément par la dynastie des Riourikides, cet État s'appuie sur deux territoires principaux : le pays de Kiev (actuelle Ukraine) et le pays de Novgorod (actuelle Russie).
Au fil du temps, l'État kiévien s'est étendu sur plusieurs autres territoires :
- Le pays de Smolensk ;
- Le pays de Polotzk ;
- La principauté de Galicie-Volhynie ;
- Le pays de Perejaslawl ;
- Le pays de Chernikov ;
- La principauté de Vladimir-Souzdal.

Héritier des traditions varègues, l'État kiévien fonctionne selon un principe féodal.
Le pays de Kiev, contrôlé par le Grand-prince (Великий князь), est à la tête de toutes les autres régions. Son territoire est composé de la ville de Kiev et des villes alentour. Les autres territoires de l'État sont contrôlés par les « parents » du Grand-prince qui, jusqu'au XIe siècle, ne portent pas de titre particulier. Chaque « parent » paie un tribut à la principauté, qui contrôle les relations extérieures et la politique militaire de l'État. Ce système féodal était le cœur de la politique russe.

#### La Cour
C'est à partir du IXe siècle que l'on voit apparaître la notion de « Cour » autour des grands-princes de Kiev. Les principaux conseillers du prince, issus de l'ancienne classe des hommes libres varègues, commencent à s'organiser en caste sans pour autant prendre de titre spécifique.

#### Les boyards
Au fur et à mesure que l'organisation de la cour s'accélère, la classe qui la compose s'organise également. La principale ressource financière de la principauté de Kiev est le tribut versé par les autres principautés inféodées. La princesse Olga de Kiev, au Xe siècle, met en place une nouvelle organisation territoriale en découpant l'ensemble de l'État en unités administratives : les polioudia (полюдья). Ces divisions administratives sont assimilables à des préfectures : elles ont une compétence à la fois fiscale et militaire, et une certaine indépendance vis-à-vis du pouvoir central. L'État kiévien se retrouve donc, à partir du Xe siècle, divisé en « pays » avec à leur tête un membre de la famille princière et en polioudia, unité administrative.
À la tête de ces entités administratives, le pouvoir central place des hommes de confiance issus de la cour, qui vont devenir les principaux collaborateurs du prince. Ainsi naît la classe des boyards (Бояре).

#### L'effondrement de l'État kiévien
Cette fédération de territoires sous l'autorité de la principauté de Kiev commence à s'effriter à partir du milieu du XIe siècle, sous l'impulsion des différentes régions extérieures qui commencent à se détacher de la principauté de Kiev.
Différentes principautés commencent ainsi à voir le jour :
- principauté de Smolensk ;
- Principauté de Galicie-Volhynie ;
- principauté de Chernikov ;
- principauté de Rostov-Souzdal.

Chaque nouveau prince conserve néanmoins le système en place. Les boyards passent donc du rôle d'administrateur au service du pouvoir central à celui de conseiller des différents princes russes, créant ainsi de multiples Cours. Imposant leurs descendants dans la relation de confiance qu'ils ont avec le prince, les boyards amorcent la naissance de la première véritable classe noble de Russie, qui prendra de l'importance au fur et à mesure que le pouvoir de la principauté de Kiev diminuera.

#### Les serfs
Le servage en Russie est directement issu d'anciennes pratiques varègues, notamment concernant les prisonniers de guerre. Leur condition est différente de celle des esclaves : leur condition humaine est reconnue, la taille et les corvées qui leur sont appliquées sont limitées.
Il s'agit néanmoins d'une catégorie de population sans droit politique ou social, sans propriété économique ou terrienne, travaillant pour le compte d'un homme libre.
Les serfs, directement issus de cette catégorie de population, en reprennent tous les attributs. Ils sont progressivement attachés aux terres qu'ils exploitent et deviennent donc propriété de leur seigneur (bien que la notion de seigneurie soit dénuée de sens en Russie).

### L'éclatement de la Rus' de Kiev
À partir du XIIe siècle, la Rus' de Kiev s'effondre et toutes les anciennes régions prennent leur indépendance. Chaque prince adopte alors le titre de Vielikii Kniaz en référence au dirigeant de la principauté de Kiev, et s'entoure de boyards. Il est à noter que les Vielikii Kniaz sont tous apparentés et descendent des Riourikides, comme bon nombre de leurs boyards.

#### Vladimir-Souzdal
L'ancienne principauté de Rostov-Souzdal est renommée à partir du XIIe siècle Vladimir-Souzdal, du nom de l'un de ses dirigeants, Vladimir Ier. Sa capitale se trouve à Veliki Rostov (Rostov la Grande, actuelle Rostov).
De toutes les principautés issues de l'effondrement de la Rus' de Kiev, elle est la plus puissante. Elle conserve le fonctionnement de la Rus' : une classe noble (le kniaz et ses boyards), une classe d'hommes libres et les serfs.
En 1272, elle se scinde en deux à la suite de la succession d'Alexandre Nevski et forme deux principautés : Vladimir-Souzdal et Moscou.

#### La république de Novgorod
Au nord, la principauté de Smolensk se voit séparée en deux territoires distincts : la principauté de Smolensk, avec à sa tête le Vielikii Kniaz de Smolensk, et, au nord, la République de Novgorod.
La république de Novgorod — centrée sur sa capitale éponyme — a été fondée par les boyards, missionnés par l'État kiévien pour administrer le territoire.
Ils vont dès lors proclamer une République théocratique gouvernée par la vietché (вече), l'assemblée de la République réunissant la population et les paysans libres. Elle élit parmi les boyards trois catégories d'individus :
- l'archevêque de Novgorod, chef religieux et chef politique de Novgorod, ainsi que le plus gros propriétaire terrien ;
- le Posadnik (посадник), sorte de Premier ministre ;
- les tys'atskys (тысяцкие), commandants militaires de la république.

Novgorod est donc dotée d'une classe noble qui n'est plus fondée sur un système féodal, mais égalitaire.

#### La Rus' de Galitch-Volodimir
Lors de l'éclatement de la Rus au début du XIIe siècle, l'ouest du territoire, qui borde la Pologne, est divisé en deux principautés, Galitch et plus au centre Volodimir. Ces deux principautés s'uniront sous la même bannière appelée également la principauté de Galicie-Volhynie.
Malgré son nom, c'est un royaume, dont Daniel de Galicie, couronné en 1253, est le premier roi. C'est l'État le plus puissant de Ruthénie (notamment parce qu'il contrôle Kiev à partir du milieu du XIIe siècle), et il n'est concurrencé que par Vladimir-Souzal et Novgorod, qui sont bien plus au nord de l'ancien territoire kiévien.
Son fonctionnement est assez proche de ce qu'était l'ancienne Rus' de Kiev et sa classe noble reste sur un système hiérarchisé entre le roi et ses boyards.

### LesXIIIeetXIVesiècles
La noblesse russe, à partir du XIIIe siècle, va connaître de nombreuses et profondes mutations, dues aux changements politiques qui affectent les principautés issues de l'éclatement.
La plus notable mutation se fait au niveau du royaume de Galicie-Vohlynie qui, à partir du milieu du XIVe siècle, est l'objet des convoitises au nord du grand-duc Gediminas de Lituanie et du roi Casimir III de Pologne. En 1352, le royaume cesse d'exister et est partagé en trois territoires : la majeure partie revient au roi de Pologne ; les territoires du nord vont à la Lituanie ; et les territoires moldaves forment une principauté indépendante, la Moldavie.
Tout le centre de l'ancienne Rus' de Kiev subit ainsi l'influence de la société polonaise, notamment sur le fonctionnement de sa noblesse, ce qui marque profondément la noblesse russe.
Tout d'abord, depuis le Xe siècle, le royaume de Pologne dispose de titres de noblesse (prince, comte, baron et seigneur) que ne connaissait pas jusque-là la Russie. Ensuite, la noblesse polonaise fonctionne différemment des boyards. Elle se compose de deux classes : la magnateria ou haute noblesse ; et la petite noblesse.
L'essentiel des titres et des richesses est concentré au niveau de la magnateria, qui a pouvoir d'anoblir, et donc de faire entrer des roturiers dans la petite noblesse.
La noblesse polonaise fonctionne également par un système de clans. Chaque famille de la magnateria forme un clan, mais à la différence du clan écossais, ses membres n'ont pas de liens familiaux, mais des liens de subordination, généralement économiques. Tous les membres d'un clan utilisent un même blason, généralement issu d'un ancien clan du temps des Polanes (soit avant le Xe siècle).
Une politique d'assimilation, souvent forcée des boyards et des populations indigènes (notamment les cosaques), va propager les notions de la noblesse polonaise, jusqu'au cœur de la Russie.
Parallèlement, les principautés de Vladimir-Souzal et de Moscou, ainsi que leurs Vieliki Kniaz, prennent de plus en plus d'importance, ses boyards prennent également de plus en plus de prérogatives, et deviennent véritablement la classe dominante de la population à partir du XIVe siècle, en formant la classe des sloujilikh (служилых), et reformant l'ancien système féodal. Les Vieliki Kniaz de Vladimir donnent ainsi aux boyards des charges, politiques et économiques spécifiques, ainsi que l'administration de territoires entiers, sur lesquels les boyards avaient toute autorité.
La montée en puissance de la Moscovie fait naître des tensions entre la république de Novgorod, Vladimir-Souzal et Moscou. Cette dernière s'agrandit rapidement au détriment de Vladimir-Souzal.
C'est à partir du début du XIIIe siècle que la Horde d'or, un empire mongol, envahit les territoires intérieurs de la Russie, jusqu'à englober toute l'Ukraine actuelle, concurrençant les Polonais dans l'influence de la partie occidentale de la Russie.
C'est ainsi que tout le centre et le sud de l'Ukraine actuelle, le Caucase, mais également toute la partie sud de l'actuelle Russie, finissent par être soumis à l'autorité du khanat de la Horde d'or.
Mais, malgré cette invasion et en raison du rôle périphérique des principautés russes pour les Mongols, la population locale n'est pas énormément influencée par les traditions de la Horde d'or, qui se contente de prélever son tribut par l’intermédiaire des princes russes.

### Les XVeet XVIesiècles
Les tensions atteignent leur apogée au nord de la Russie, et Moscou prend finalement le pas sur Vladimir-Souzdal et, vers 1462, celle-ci est définitivement absorbée. À partir d'Ivan III, l'État moscovite est fédéré. Il oblige les anciens Vieliki Kniaz issus de la Rus' de Kiev et des divers éclatements successifs qui souhaitent leur indépendance à reconnaître son autorité, élargissant ainsi le système féodal déjà en place et créant une nouvelle catégorie de nobles : les Kniaz. Il contrôle alors toutes les principautés de l'ancienne Rus' de Kiev, à l'exception de la Galicie, tenue par la Horde d'or.

#### Kniaz
Le terme de kniaz (князь) connaît deux traductions en français : prince ou duc. On parle ainsi de grand-duc ou de grand-prince de Moscou. La traduction la plus juste est prince et, dès lors, on doit parler de grand-prince et non de grand-duc.
Le terme kniaz existait déjà du temps de la Rus', mais avait disparu au cours de son éclatement, puisque tous les princes avaient pris le titre de grand-prince par opposition au grand-prince de Kiev.
À partir d'Ivan III, il reprend toute sa place, les anciens grands-princes kiéviens qui prêtèrent allégeance à Ivan III perdirent effectivement l'usage du terme Vielikii, qui fut dès lors réservé aux princes moscovites.
On retrouve là un nouveau système féodal, où le grand-prince de Moscou dirige effectivement sa principauté et reçoit les hommages de princes vassaux, qui lui jurent obéissance.
Les kniaz prennent le pas sur les boyards à la cour d'Ivan III, c'est d'ailleurs l'origine de la traduction de ce terme en duc par métonymie avec le fonctionnement de la cour de France à la fin de la période féodale.
Si les kniaz prennent effectivement place, comme les ducs européens, au sommet de la hiérarchie nobiliaire, leur pouvoir et leur puissance sont néanmoins nettement plus importants.
C'est ainsi qu'à partir d'Ivan III, les kniaz vont être intégrés à la classe des boyards moscovites, mais surtout que le pouvoir moscovite va être tenté de créer de nouveaux kniaz qui ne seraient pas issus des anciens souverains de la Rus' de Kiev.

#### Les boyards
Du fait de l'intégration des nouveaux territoires et des princes anciennement souverains, la classe des boyards est réorganisée, notamment pour intégrer une hiérarchie, permettant de distinguer les anciens princes des simples boyards. Tous les anciens boyards des princes souverains passent au service du grand-prince de Moscou et les princes deviennent eux-mêmes des boyards. De cinq boyards au service d'Ivan III au début de son règne, on passera à vingt-et-un par l'ajout des princes et de leur cour.
Kniaz devient donc le premier titre de noblesse russe à proprement parler, puisqu'il désigne non plus un souverain, mais un titre au sein de la classe noble, les boyards.
Certains boyards vont recevoir un titre particulier, reflétant leur fonction :
- boyard serviteur (Боярин и слуга - Boyarin i slouga) : il apparaît vers 1562. C'est la plus haute classe de boyard. Ce sont les premiers conseillers de Moscou, tous les anciens princes souverains ont été inclus dans cette catégorie ;
- boyard armurier (Боярин и оружейничий - Boyarin i oroujyeynitchy) : seconde classe de boyards, dévolue au commandement de l'armée ;
- boyard maréchal (Боярин и конюший - Boyarin i koniouchiy) : troisième classe de boyards, dévolue aux haras et domaines d'État ;
- boyard chambellan (Боярин и дворецкий - Boyarin i dvoretsky) : la plus basse des classes de boyards, dévolue aux affaires gouvernementales.

À noter, néanmoins : la notion de boyards s'entend pour le chef de famille, qui détient effectivement le titre, mais également pour sa famille. Boyard est donc à la fois un titre et le nom de la classe nobiliaire russe à cette époque.
Ivan III oblige les boyards à servir dans les troupes de la principauté. En contrepartie, ils sont autorisés à représenter le prince et à agir en son nom.

#### Les cosaques
Les cosaques disposent eux d'un système nobiliaire rudimentaire hérité à la fois des Polonais et du Khanat et fortement influencé par le caractère martial de leur société.
La population cosaque est divisée en sitch, correspondant approximativement à un village et ses alentours. À la tête de chaque sitch se trouve un ataman (атаман/chef), lequel est élu à vie parmi les officiers. En général, le pouvoir atamanial se transmet de génération en génération, les postes d'officiers cosaques étant réservés aux grandes familles.
La noblesse cosaque est une classe de la population comprenant généralement les officiers supérieurs, ainsi que l'ataman en titre et leur famille, c'est-à-dire toute personne susceptible de devenir ataman à un moment ou un autre.

#### Tsar et ses dérivés
En 1533, le pouvoir des boyards de Russie est au plus haut, le jeune Ivan IV, fils de Vassili III, est trop jeune pour régner, c'est donc le conseil de régence qui gouverne à sa place. Ce conseil de régence est composé des boyards les plus influents de la principauté. C'est l'âge d'or pour les boyards.
On ne connaît alors que deux titres nobiliaires : prince et boyard.
Le début du règne d'Ivan IV verra apparaître de profonds changements dans la noblesse.
Tout d'abord, le territoire de l'ancien khanat est intégré à la principauté moscovite, qui contrôle dès lors la majeure partie du futur empire russe des XVIIIe et XIXe siècles. Le fonctionnement féodal de l'État s'étend à tout le territoire.
Contrôlant tous les vestiges de l'ancienne Rus' de Kiev, Ivan IV se fera sacrer en 1547 tsar (царь) et plus précisément, tsar de toutes les Russies. En réalité, le titre de tsar était déjà utilisé (mais en privé) sous Ivan III, Ivan IV n'a fait que l'officialiser et lui a joint : « de toutes les Russies ». Ce titre tout à fait spécifique à l'Empire russe vient de la volonté d'Ivan IV de placer son nouvel empire sous le signe de la réunion de toutes les Rus', soit la Rus' historique (celle de Kiev), la Rus' de Halych et la Rus' moscovite.
Le titre de tsar n'est pas encore synonyme du titre d'empereur de Russie stricto sensu. Il est tiré du titre latin de Cæsar (césar) et est une référence, non à la notion d'empire russe, mais à la notion d'héritage de l'empire byzantin et donc des césars byzantins.
Du titre de tsar va découler toute une série d'autres titres nobiliaires, organisant ainsi un peu plus la noblesse russe :
- Tsaritsa (Царица) : à la fois le féminin de tsar dans le cas d'une femme régnante et le titre de la femme du tsar.
- Tsésarevitch (Цесаревич / premier fils du tsar) : c'est l'héritier du trône, il est également grand-prince de Moscou, ce n'est pas à l'époque forcément le fils aîné.
- Tsésarevna (Цесаревна) : à la fois la forme féminine de tsésarevitch dans le cas d'une héritière, et le titre de la femme du tsésarévitch.
- Tsarévitch (Царевич / fils du tsar) : désigne tout membre masculin de la famille du tsar. Le terme famille est en russe plus large qu'en français, tout comme le terme fils, qui désigne aussi bien les fils que les neveux et tous leurs descendants.
- Tsarévna (Царевна) : à la fois la forme féminine de tsarévitch et le titre de la femme d'un tsarévitch.

La noblesse s'organise donc de façon hiérarchique :
- Tsar / Tsaritsa ;
- Tsésarévitch / tsésarevna ;
- Tsarévitch / tsarévna ;
- boyards Kniaz ;
- boyards serviteur ;
- boyards armurier ;
- boyards maréchal ;
- boyards chambellan.

### La noblesse auXVIesiècle
Outre l'apparition de nouveaux titres liés à la famille régnante, la vie de la noblesse s'organise. Tout d'abord, le nombre de familles de boyards, qui était d'environ 38 au début du règne d'Ivan IV, passe à 48. Cette multiplication des postes de boyards n'est pas une marque de confiance du nouveau tsar dans la noblesse. Au contraire, c'est une volonté pour lui d'atténuer le pouvoir de ceux qui ont tenté de l'assassiner lorsqu'il était jeune.
Un nouveau titre de boyards apparaît : служилые люди по отечеству (sloujilié lioudi po otetchestvou), qui prend rang au-dessus de boyard serviteur, et permet avec les princes de participer à la Douma des boyards, sorte de conseil privé du prince.
Les boyards perdent également en influence économique, du fait qu'Ivan IV met aux postes-clés des gens qui ne sont pas issus des familles boyards, créant ainsi la première véritable bourgeoisie russe.
Toutefois, les boyards gagnent en reconnaissance, au travers du zemski sobor (земский собор), l'Assemblée de la terre, premier parlement russe, dans un État encore fortement marqué par la féodalité, et composé exclusivement de boyards (principalement la Douma des boyards), réunis sur les grandes questions impériales.
Avec le temps, les boyards perdront également en influence durant les sobors, avec l'arrivée des hauts membres du clergé et des hauts représentants de la bourgeoisie commerçante de l'empire.
Ivan IV atténue aussi de façon importante le rôle local des boyards en assouplissant la féodalité et en donnant plus de pouvoirs aux gouvernements locaux, généralement composés de roturiers.

### La noblesse auXVIIesiècle

#### Les premiers Romanov

##### MichelIer
La succession d'Ivan IV fut d'abord un coup dur pour les boyards, leur nombre chuta à 25 en moyenne jusqu'au premier faux Dimitri (41 boyards), au profit des bourgeois, puis passa en moyenne à 30.
À l'arrivée sur le trône de la dynastie Romanov, par l'intermédiaire de Michel Ier Romanov, beaucoup de familles de boyards d'origine ont disparu, et le tsar anoblit de nombreux bourgeois.
Il crée aussi les dvorianié, c'est-à-dire la noblesse à proprement parler, qui est une classe sociale comprenant à la fois les boyards et les nouveaux anoblis (qui ne portent alors aucun titre).
Dans le même temps, l'État cosaque s'organise autour de l'Hetmanat, dirigé par l'Hetman qui fédère la plupart des atamans d'Ukraine. Le tsar perd en influence sur les territoires ukrainiens.

##### AlexisIer
Premier tsar Romanov élevé au Kremlin, Alexis Ier appuie son pouvoir sur les boyards et notamment lors des sobors qui sont régulièrement convoqués. Sur le territoire de ce qui deviendra l'Ukraine moderne, l'hetmanat connaît des difficultés, et se trouve séparé en deux, la partie occidentale passe à la Pologne et la partie orientale est rattachée à la Russie.
Une politique de russification des cosaques passe par l'admission de certains chefs cosaques à la dvoryanie.

##### Fédor III
Le règne de Fédor III voit la période de la dissolution des derniers pouvoirs des boyards : le droit de préséance aux hautes fonctions d'État pour les boyards, le mestnitchestvo (местничество), est aboli, malgré le fait que le premier conseiller du tsar soit un prince boyard.
La dvoryanie récente prend alors le pas sur les boyards qui deviennent une classe quasiment honorifique.

### La noblesse auXVIIIesiècle

#### Le règne de PierreIer
Pierre Ier arrive au pouvoir en 1682, mais doit partager le pouvoir avec son demi-frère pendant 12 ans. Cas unique en Russie, cet événement marquera durablement la politique des successeurs de Pierre. Il permet aux boyards de retrouver tous leurs pouvoirs, comme les Grands l'ont fait quelque temps avant. Tout comme Louis XIV, lorsque Pierre prend effectivement seul le pouvoir en 1694, il décide de faire des boyards une aristocratie, proche du pouvoir, prestigieuse, mais dénuée de tout pouvoir.

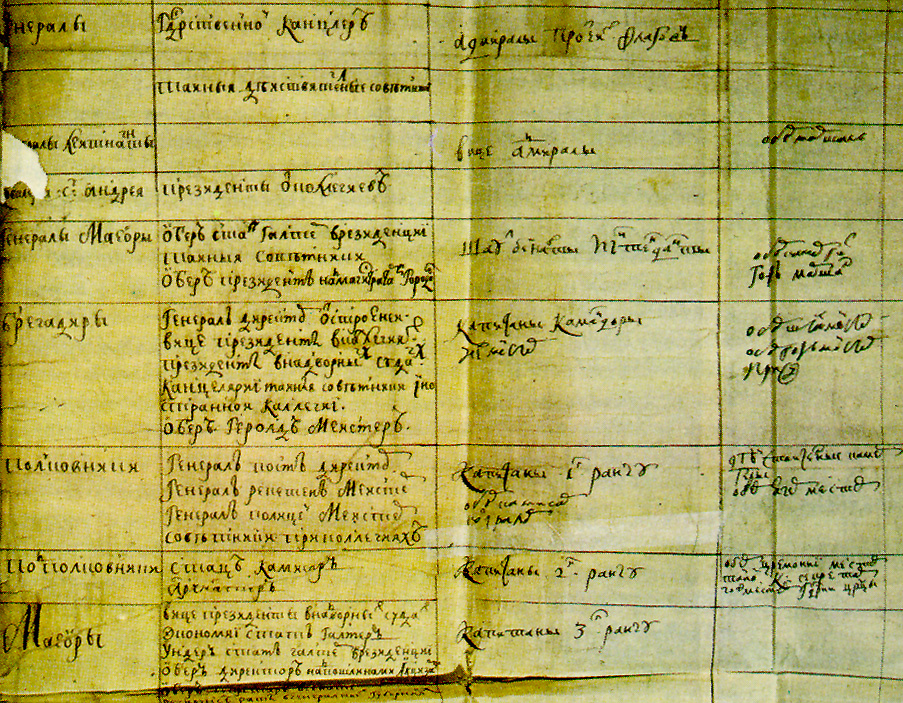
La Table des Rangs.

Pour ce faire, il crée la Table des Rangs (табель о рангах) ou Tchin. Composée de quatorze rangs, elle hiérarchisait l'ensemble des postes militaires et civils de l'empire. Le 14e rang était le plus bas (étudiant, soldat, etc.) ; le 1er rang le plus haut (feld-maréchal, chancelier). Pour les civils, le 8e rang conférait le droit d'entrée à la dvorianie et le 5e rang conférait la noblesse héréditaire. Pour les militaires, les rangs étaient un peu plus élevés pour l'entrée à la dvorianie et à la noblesse héréditaire. La montée jusqu'au 3e rang se faisait comme les fonctionnaires aujourd'hui, selon les règles de chaque corps. Les deux premiers rangs étaient accordés par le tsar. Il n'était pas rare que les titulaires des deux derniers rangs reçoivent le titre de prince.
Très influencé par la France, il instaure également l'Ordre de Saint-André (sur le modèle de l'ordre du Saint-Esprit), qui confère automatiquement la noblesse à celui qui le reçoit.
La noblesse n'était donc plus seulement héréditaire, mais pouvait s'acquérir par le mérite. Le pouvoir héréditaire des boyards s'en trouva notamment affaibli, à tel point que la plupart des grands dignitaires de l'État n'étaient plus issus de cette classe.
Pierre Ier commença également à autoriser les prédicats nobiliaires, jusque-là inconnus en Russie :
- Величество (Velitchestvo) : Majesté, réservé au tsar et son épouse.
- Сиятельный (siatelney/siatelsvo) : Illustrissime ou illustre, réservé aux princes.

Souhaitant encore affaiblir le pouvoir des boyards, mais n'ayant pas la possibilité de créer de nouveaux princes, Pierre introduit le titre de comte. Ce titre, dans un premier temps, n'est pas délivré par le tsar lui-même, mais par l'intermédiaire du Saint-Empire. Le titre de comte russe s'ajoute au nom de celui qui le porte, sans référence foncière, c'est un titre personnel.
Ce titre est dans un premier temps réservé aux plus anciennes familles de la dvorianie, voire à quelques rares élus arrivés au 2e ou au 1er rang de la table.
Le règne de Pierre Ier est également l'époque de la fin des privilèges économiques des boyards, notamment par l'instauration de l'impôt sur les barbes. Les boyards, très orthodoxes, étaient très attachés à leur barbe, signe de leur rapprochement avec le divin. Jugeant cette pratique archaïque, Pierre Ier et sa nouvelle cour ne la portent quasiment pas, à tel point qu'elle devient le signe distinctif des boyards. C'est pourquoi Pierre Ier lève un impôt spécifique sur le port de barbe qui, de fait, ne touche que les boyards.
À la différence de la France, la noblesse n'est pas exemptée du paiement de l'impôt, mais, jusqu'à Pierre le Grand, il n'existait pas d'impôt spécifique à cette classe.
Contrairement à une idée reçue, Pierre Ier n'a pas officiellement aboli la classe des boyards, mais ses anciens ordres, ainsi que l'ensemble de ses prérogatives, ayant été transférés à la dvorianie par le système de la Table des rangs, la classe des boyards cesse de fait d'exister pour se fondre dans ce qu'il convient d'appeler la noblesse impériale russe.
Le coup le plus dur porté aux boyards sera la dissolution par Pierre le Grand de la Douma des boyards, remplacée par le Sénat (composé de 9 membres).

#### 1721-1741
Cette période, qui suit le règne de Pierre Ier, est marquée par le déclin du pouvoir impérial et le renforcement de la noblesse en Russie. Le Sénat gagne en importance quand les tsars perdent en pouvoir. L'apogée de ce déclin du pouvoir impérial se fera sous le règne d'Anne Ire. Tout d'abord, l'empire est proclamé en 1721. Jusque-là, on ne parlait pas officiellement d'empire, mais de principauté tsariste. Il est dès lors d'usage depuis 1721 de parler de l'empire de Russie.
La noblesse reste organisée selon la Table des rangs et les titres n'y ont encore que peu d'importance. On distingue quatre situations plus ou moins distinctes :
- Prince-boyard : titre qui tombe en désuétude, et qui n'est quasiment plus utilisé. Il désigne les membres des familles princières ayant été souveraines avant la réunion de la Russie par Ivan III. Ce titre est théoriquement au-dessus de tous les autres.
- Prince : titre qui prend de l'importance par rapport à celui de prince-boyard, notamment parce que dans le langage courant, ils ne sont pas distingués. Il désigne les nouveaux princes, c'est-à-dire les princes qui ont été élevés à ce titre par le tsar et qui ne sont pas issus d'une ancienne famille souveraine. Bien qu'il soit en principe bien moins prestigieux que le titre de prince-boyard, dans les faits, seule la cour arrive à faire la différence. De plus, le déclin du nombre de familles de princes-boyards renforce le pouvoir des nouveaux princes impériaux.
- Comte : titre intermédiaire entre la noblesse non titrée et les grands nobles de l'empire. Bien que moins prestigieux en apparence qu'un titre princier, il est en réalité particulièrement apprécié des tsars et jouit d'une bonne réputation, du fait qu'il honore généralement les grands serviteurs de l'État, ministres et hauts cadres militaires[Note 1].
- Noblesse non titrée : la situation de la noblesse non titrée est complexe. Elle réunit les familles nobles non titrées ainsi que la nouvelle noblesse de service, issue notamment de la Table des Rangs. Pourtant, à l'intérieur de la table, il existe des différences, chaque rang étant inférieur au suivant ; les rangs eux-mêmes constituent une hiérarchie de la noblesse, mais également des titres de noblesse (conseiller d'État, colonel etc. deviennent donc des titres de noblesse quoique viagers) à partir du 8e rang de la table. Ils ne sont par contre pas héréditaires.

Une idée reçue encore assez tenace reste que l'héritage de Pierre Ier aurait fait de la noblesse russe une noblesse de service. En réalité, il n'a fait qu'accentuer une tendance déjà ancienne. Les boyards étaient depuis longtemps astreints à une obligation de service, la Table des rangs et son succès ont en revanche organisé une véritable compétition dans le service de l'État, et surtout entre les serviteurs de l'État et entre les différentes branches de l'administration (notamment entre l'armée et le civil). L'apport principal de Pierre Ier et de ses successeurs est d'avoir ouvert la noblesse au reste de la population et d'avoir quasiment supprimé sur le papier le principe d'hérédité. En théorie, tout citoyen de l'Empire pouvait devenir noble ; dans la réalité, les choses furent différentes.
Pierre Ier avait institué l'idée, sans jamais l'inscrire dans la loi, que l'hérédité conférée par la Table devait être confirmée à la génération suivante. C'est-à-dire qu'un fils de colonel, par exemple, était automatiquement noble (son père ayant la noblesse héréditaire), mais pour conserver cette noblesse et la transmettre à son tour, il devait lui-même se mettre au service de l'État et mériter cette noblesse héréditaire. Dès sa mort, le pouvoir de la noblesse grandissant, cette tradition a été rapidement abandonnée, un fils pouvait être anobli par la carrière de son père (ou plus rarement de sa mère) sans avoir lui-même à entrer dans le système du Tchin.

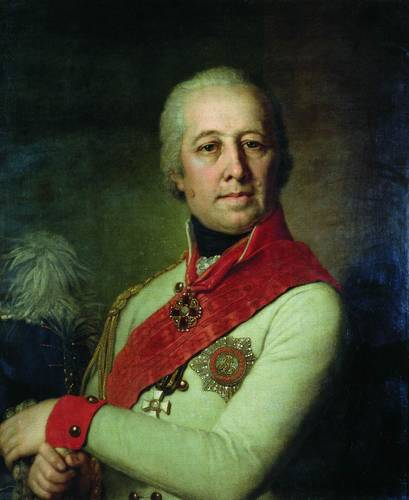
Ivan Dounine décoré de l'ordre de Saint-Alexandre Nevski, tableau de Borovikovsky.

De plus, les études civiles (de médecine, par exemple, ou de professorat) n'étaient pas ouvertes à toute la population, et la possibilité d'ascension au sein de la Table des rangs restait une question d'argent, et donc le privilège d'une caste.
Cet état de fait favorisa des situations complexes. Les rangs de la Table fonctionnant eux-mêmes comme des titres, les grades militaires furent parfois considérés comme héréditaires.
Catherine Ire introduit un nouvel ordre de chevalerie, l'Ordre de Saint-Alexandre Nevski, réservé aux plus grands serviteurs de l'État. Il n'anoblit pas, mais il faut être noble pour le recevoir.
En 1741, un coup d'État militaire organisé par la noblesse met définitivement à mal le pouvoir impérial en chassant le jeune Ivan VI du trône.

#### ÉlisabethIre, un début de francisation
Arrivant au pouvoir en 1741, Élisabeth Ire hérite d'une noblesse particulièrement puissante et difficile à contrôler.
Élisabeth est la fille de Pierre Ier ; elle a hérité la francophilie de son père. Continuant l'occidentalisation de la noblesse, notamment sur le modèle versaillais, la tsarine va tout d'abord retirer la plupart des prérogatives d'État de la noblesse et notamment leur obligation de service. Elle va en contrepartie leur octroyer le contrôle exclusif des terres habitées par des serfs. Seul un noble peut donc exploiter une terre de serfs, ce qui renforce le pouvoir local de la noblesse, tout en lui retirant son influence sur le gouvernement autocratique de l'Empire.
Il y a là un retour à la noblesse des origines, féodale, attachée à la terre, et un délitement de la noblesse de service si chère à Pierre Ier. Mais, comme souvent en Russie, ces mesures ne prirent véritablement d'effet que sur le papier.
Le Sénat prend également encore plus d'importance, en devenant l'organe administratif et législatif suprême, le nombre de ses membres augmente considérablement, pour en faire une véritable chambre législative.
Les titres tendent à s'occidentaliser, et surtout à se franciser.
Pierre Ier avait souhaité se rapprocher comme Ivan III de l'héritage romain et avait consacré l'utilisation du terme latin d'imperator au lieu de tsar. Mais, cet usage n'est jamais entré dans les mœurs et, sauf sur certains documents officiels, le terme de tsar resta en vigueur.
Élisabeth, continuant l'œuvre de son père, impose l'usage d'« empereur » et d'« impératrice » à la place de tsar et tsarine, qui seront d'usage officiel jusqu'à la chute de l'empire en 1917. Malgré tous les efforts d'Élisabeth et de ses successeurs, les termes « empereur » et « impératrice » n'ont jamais été d'usage courant chez les Russes, qui leur ont toujours préféré « tsar ». Les raisons de cet échec sont principalement linguistiques. La prononciation du français est assez différente de la prononciation du russe (il n'y a par exemple pas de son lié, ni de diphtongues), ce qui réserve l'usage du français à des personnes francophones, rarissime en dehors de la cour impériale. De plus, la Russie reste un pays particulièrement arriéré où la majorité de la population est analphabète, les traditions orales ayant une grande importance à l'époque. C'est le terme traditionnel de langue slave qui perdurera au sein de l'empire. Par contre, ces termes se sont facilement imposés à l'étranger, toujours pour des raisons linguistiques et de commodités.
La cour suit l'impératrice et le français s'impose progressivement comme la langue des courtisans.
Les prédicats commencent également à se franciser et l'on voit apparaître les prédicats de majesté et altesse impériales pour la famille de l'empereur.

#### Pierre III et Catherine II
Pierre III, neveu d'Élisabeth Ire et donc petit-fils de Pierre Ier, ouvrit une nouvelle branche de la famille impériale russe, les Holstein-Gottorp, d'origine germanique, qui reprit le nom de Romanov. Pierre III fut marié à une autre Allemande, Catherine d'Anhalt-Zerbst, future Catherine II, également connue comme la « Grande Catherine ».
Pierre III a une personnalité instable et Catherine se rapproche de plus en plus de la noblesse, où elle aura selon les historiens de nombreux amants (dont certains sont restés célèbres). La noblesse se francise encore un peu plus et se passionne pour les intrigues de palais. Deux clans se forment parmi la noblesse. Pierre III prend une maîtresse (de la famille noble des Vorontsov), que certains voient comme une remplaçante de Catherine. Catherine, elle, s'allie à de puissantes familles nobles, comme les Orlov ou les comtes Panine. Ainsi, deux clans se créent au sein de la noblesse, les soutiens de Pierre et ceux de Catherine.
En janvier 1762, lorsqu'Élisabeth meurt, l'armée impériale s'est imposée dans toute l'Europe et mène une campagne victorieuse contre la Prusse. La Russie est devenue une puissance majeure. Seulement, Pierre, lui-même allemand et n'ayant jamais aimé la Russie, décide de mettre fin aux hostilités et de rendre tous les territoires conquis à la Prusse sans contrepartie, ce qui rendra l'armée russe furieuse, et donc la noblesse et notamment les plus anciennes familles. Ses soutiens au sein de la noblesse se font de plus en plus rares et nombreux sont ceux qui rejoindront le parti de Catherine.
Pierre III finit par édicter un oukase, obligeant son armée à se revêtir d'uniformes prussiens, ce qui finira de lui mettre à dos la noblesse d'épée. Il en prendra un second pour obliger les prêtres à couper leur barbe et à se vêtir en protestants. Il fera retirer les icônes et confisquera les biens du clergé orthodoxe, ce qui lui aliènera le peu de nobles qui le soutenaient encore.
Il n'osera néanmoins pas abroger l'oukase mettant fin au service perpétuel de la noblesse, ce qui aurait inévitablement déclenché les foudres de la cour impériale.
Pierre III n'est pas intéressé par la Russie et ne voit que l'intérêt de son duché de Holstein, pour lequel il déclenche une guerre contre le Danemark. Voyant que Catherine prend trop d'ascendant sur la noblesse, il l'assigne à résidence à Peterhof, ce qui finit d'irriter la frange la plus favorable à Catherine au sein de la noblesse. Ainsi, aidée des Orlov et de Panine, elle marche sur Saint-Pétersbourg, où le clergé et le Sénat l'acclament triomphalement, et la reconnaissent comme l'impératrice.
Pierre III est obligé d'abdiquer. Il meurt assassiné en juillet 1762, probablement par Grigori Orlov. Son règne n'aura duré que quelques mois.
Catherine II monte sur le trône, soutenue par la noblesse qui est alors devenue une noblesse à la française, plus honorifique qu'autre chose. Catherine II entame de nombreuses campagnes d'expansion, contentant ainsi la noblesse d'épée.
Elle prend également de nouvelles dispositions pour renforcer le pouvoir de la noblesse. Celle-ci obtient notamment le droit de présenter des pétitions à l'impératrice. Elle renforce les pouvoirs locaux et par la même occasion le pouvoir de la noblesse sur les serfs.
Le règne de Catherine II fut l'âge d'or de la noblesse, celle-ci retrouvant ses prérogatives d'antan et un lustre jusque-là inconnu. Mais, paradoxalement et malgré tous ses efforts de modernité, l'impératrice renforça le système féodal et l'appauvrissement des serfs, l'économie se basa dès lors sur le quasi-esclavage d'une grande partie de la population. La noblesse et les gouverneurs locaux, s'ingéniant à cacher cette vérité à l'impératrice, iront jusqu'à construire des villages factices, les villages Potemkine.
Le fossé entre la noblesse et le reste du peuple ne fut jamais aussi grand que sous Catherine II, et celui entre le pouvoir et le reste du peuple également.

Depuis sa restauration à la Renaissance, l'État russe était une autocratie. Avec l'Empire, le rôle de la noblesse, ainsi que celui de l'Église fut contrôlé par l'autorité de l'empereur. Toutefois, ce pouvoir ne fut jamais totalitaire, car de droit divin (comme toutes les monarchies), le régime restait hétéronome, et ce, d'autant plus que l'ensemble des Romanov furent toujours extrêmement pieux et respectueux de la loi naturelle d'origine divine.

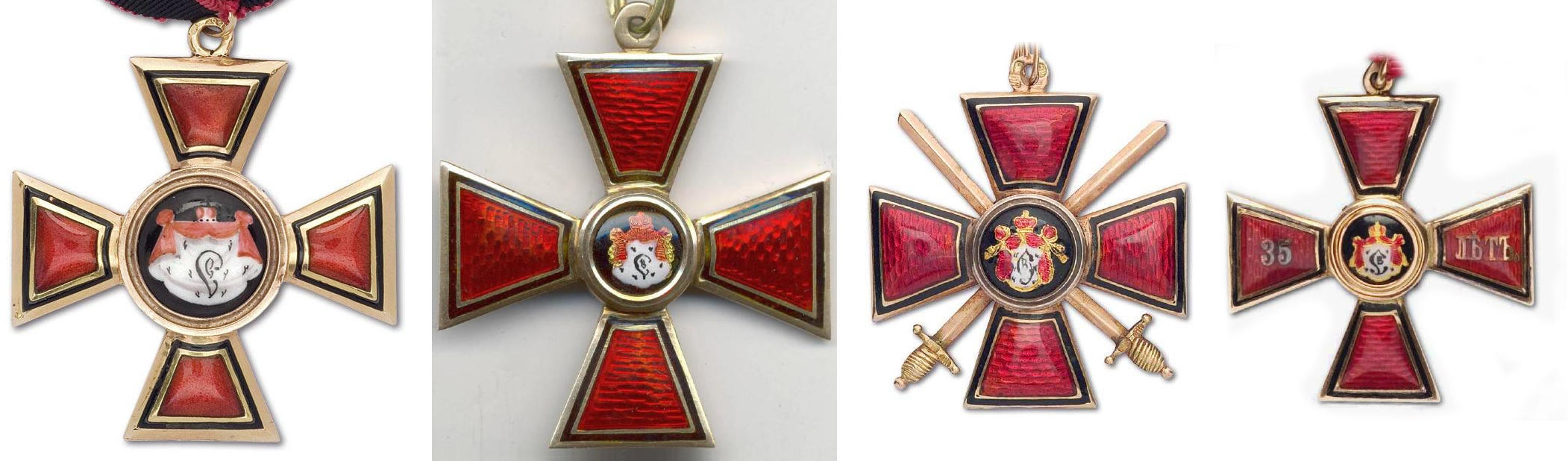
Ordre de Saint-Vladimir.

Catherine II est également à l'origine de l'Ordre de Saint-Vladimir, ordre à la fois civil et militaire, récompensant les mérites des plus éminents sujets de l'Empire et composé de quatre classes. Il a la particularité, comme l'Ordre de Saint-André, d'anoblir automatiquement celui qui le reçoit.
Sous son règne fut introduit le titre de baron, extrêmement rare en Russie : 34 créations seulement jusqu'en 1917, selon l'Armorial général.
Les prédicats sont également instaurés par Catherine :
- Famille impériale ;
  - Majesté impériale
  - Altesse impériale
- Princes ;
  - Altesse illustrissime, parfois, mais rarement sérénissime.

Catherine II meurt en 1796.

### La noblesse aux XIXeet XXesiècles

#### PaulIer
Paul Ier entretenait de mauvaises relations avec sa mère, Catherine II, qui avait assassiné son père et confisqué le pouvoir à son profit durant 24 années. Elle avait aussi voulu l'écarter du trône au profit du futur Alexandre Ier, son petit-fils. Ainsi, le règne de Paul est marqué par une opposition totale à la politique de sa mère, notamment au niveau de la noblesse.
Ainsi, il publie les 2 000 actes, affaiblissant la noblesse, rétablissant les obligations de service et notamment militaires, la possibilité des châtiments corporels et notamment le terrible knout pour les nobles. Il limite également le servage et exclut quasi systématiquement la noblesse du fonctionnement de l'État, lui préférant l'appareil bureaucratique.
Il prendra également un oukase, inédit jusque-là en Russie, réformant la succession au trône de Russie. Depuis Pierre Ier, la loi de succession laissait libre choix au monarque de son successeur, homme ou femme, et quel que soit son degré de parenté, voire un successeur sans lien de parenté. C'est cette loi, issue d'une longue tradition remontant aux premiers grands-princes, qui permettra à Catherine d'envisager d'écarter Paul du trône. C'est ainsi que ce dernier instaurera la primogéniture mâle dans la succession au trône de Russie, s'inspirant de la loi fondamentale du royaume de France, la loi salique qui avait montré sa pertinence en créant le régime le plus stable d'Europe. Par ailleurs, Paul Ier était francophile et avait réalisé un long voyage en France, avant son accession au trône de Russie.
Cet oukase a un double effet. Le premier est d'empêcher l'empereur de choisir son successeur, le second est de limiter les possibilités pour les femmes de monter sur le trône. Si l'accession des femmes au trône de Russie n'est pas remise en question, la descendance féminine est reléguée au second plan, un mâle, même puîné, étant prioritaire. Le rôle des femmes est donc réduit au règlement des crises dynastiques, lorsqu'il y a une absence de mâles.
Paul Ier mécontenta énormément la noblesse. Nul ne sait aujourd'hui si c'est ce mécontentement qui conduisit à son assassinat par un groupe d'aristocrates en mars 1801.
C'est toutefois sous Paul Ier que parurent les cinq premiers volumes de l'Armorial général de la noblesse de l'Empire russe, dont l'objet était de répertorier (enregistrement voire création) les armoiries de la plupart des familles de la noblesse (oukase du 20 janvier 1797). La compilation de l'Armorial se poursuivit régulièrement, volume après volume, jusqu'à la disparition de l'Empire.

#### AlexandreIeret NicolasIer
Alexandre Ier succède finalement à son père. Réformateur libéral, il tente de constitutionnaliser l'empire. Pour ce faire, il octroie un droit de remontrance au Sénat, qui a vu le nombre de ses membres augmenter.
Le Sénat devient dès lors l'organe principal de contrôle de l'État. À la fois cour législative et cour judiciaire supérieure, ses membres font partie des plus puissants personnages de l'État. Encore contrôlé par la haute noblesse, les effets de la Table des rangs, renforcés par Alexandre, introduiront progressivement la noblesse de service au sein du Sénat. Il met également en place le Conseil d'État et le Conseil des ministres, chargés d'aider l'empereur dans la gestion des affaires, préfigurant ainsi l'émergence d'un gouvernement stable et plus libéral que l'ancien conseil privé.
Il encouragea par ailleurs l'émancipation des serfs (uniquement dans les Pays baltes) et la fin de la féodalité.
Élevé à la française, il continua la francisation de la noblesse. Ainsi, le titre de comte, qui jusque-là était dérivé de l'allemand graf (граф), prit son équivalent français. Le titre de prince fut définitivement substitué à celui de kniaz.

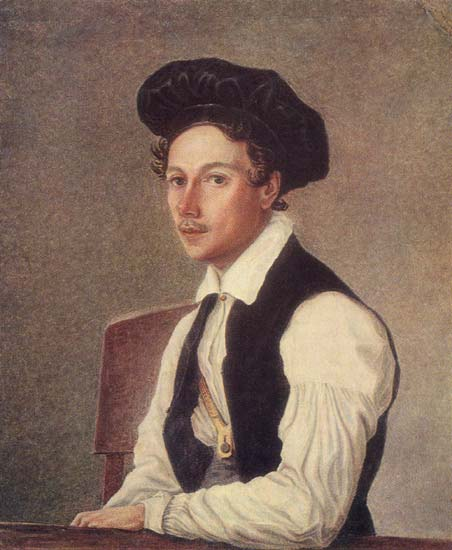
Mikhaïl Bestoujev-Rioumine, l'un des décembristes.

La noblesse devient théoriquement honorifique, mais reste dans les faits à la tête de l'État.
En 1825, Alexandre meurt, et c'est son cadet, Nicolas, qui monte sur le trône.
Nicolas Ier, élevé durant les troubles de la Révolution française et les guerres napoléoniennes, conserve une certaine haine pour le libéralisme. Ainsi, il rétablit l'autocratie, retirant au Sénat ses pouvoirs. Il fonde sa politique sur l'autocratie et la fidélité à la religion orthodoxe.
La révolte des décembristes (1825) accentue les tendances autocratiques du tsar, qui met en place une politique ultra-répressive, fondée sur la discipline militaire. Il relègue les institutions existantes au second plan, s'appuyant sur ses conseillers privés, et donc sur la noblesse, notamment la haute noblesse, qui va accaparer le pouvoir. Il crée enfin une Troisième section, chargée de pourchasser les opposants.
Nicolas Ier tente de mettre fin au servage, mais sa volonté de s'appuyer sur la noblesse et non sur la bureaucratie l'oblige à freiner ses envies de réforme.
Il meurt en 1855, laissant derrière lui une Russie de nouveau entre les mains de la haute noblesse et toujours largement soumise au principe de la féodalité.

#### Alexandre II et Alexandre III
Le fils de Nicolas Ier, Alexandre II, monte sur le trône en 1855 et engage dès les années 1860 de vastes réformes libérales.
Le servage est aboli, et avec lui les principaux pouvoirs de la noblesse. La terre, qui jusque-là appartenait aux nobles, est divisée entre les propriétaires et les nouveaux sujets ruraux libres. Néanmoins, cette redistribution n'est pas gratuite. Alors que l'État va avancer les sommes aux propriétaires nobles, les paysans devront payer la terre en 49 annuités, ce qui va considérablement réduire le nombre de paysans rachetant leur terre. Bien que devenus libres, la plupart restent soumis à l'autorité du propriétaire terrien.
En 1864, le pouvoir de la noblesse sur les provinces est aboli. Des assemblées élues au suffrage indirect, le Zemstvo, sont mises en place et ont un pouvoir étendu sur l'éducation, l'économie, les affaires civiles. Ces assemblées sont loin de l'idéal démocratique, mais c'est la première fois qu'une frange importante de la population est appelée à la gestion des affaires d'État.
La noblesse, qui n'a plus de pouvoir sur les provinces, se réfugie à nouveau dans une course à la Table des rangs.
Mais, ses réformes, souvent jugées trop timorées par le peuple et rejetées par la noblesse, ainsi que le durcissement du régime impérial et un retour à l'autocratie à la suite des révoltes des territoires périphériques, dont la Pologne, vaudront à Alexandre II de nombreuses tentatives d'assassinat, dont la dernière en 1885, lui sera fatale.
Alexandre III, le second fils d'Alexandre II, accède au trône en 1885. Il est à l'opposé de son père et de son grand-père. Autoritaire, bourru, il rétablit le titre d'empereur et autocrate de toutes les Russies, jusque-là abandonné, au profit du seul empereur de toutes les Russies. Très choqué par l'assassinat de son père, il met fin à toutes les réformes en cours dès son accession au trône.
La noblesse se déchire. La noblesse de service, principalement issue de la Table des rangs et de la bureaucratie, prend le parti des réformes, la haute noblesse terrienne et immémoriale se range du côté de l'autocratie, auquel se joint, finalement, l'empereur. Il va limiter les effets des réformes d'Alexandre II, en établissant un suffrage censitaire pour les assemblées de province, favorisant ainsi la noblesse foncière (en général la noblesse la plus ancienne). Une politique de russification est lancée et la francisation de la cour est progressivement abandonnée, au profit d'anciens titres russes, ou d'équivalents spécialement créés.

#### La fin de la monarchie

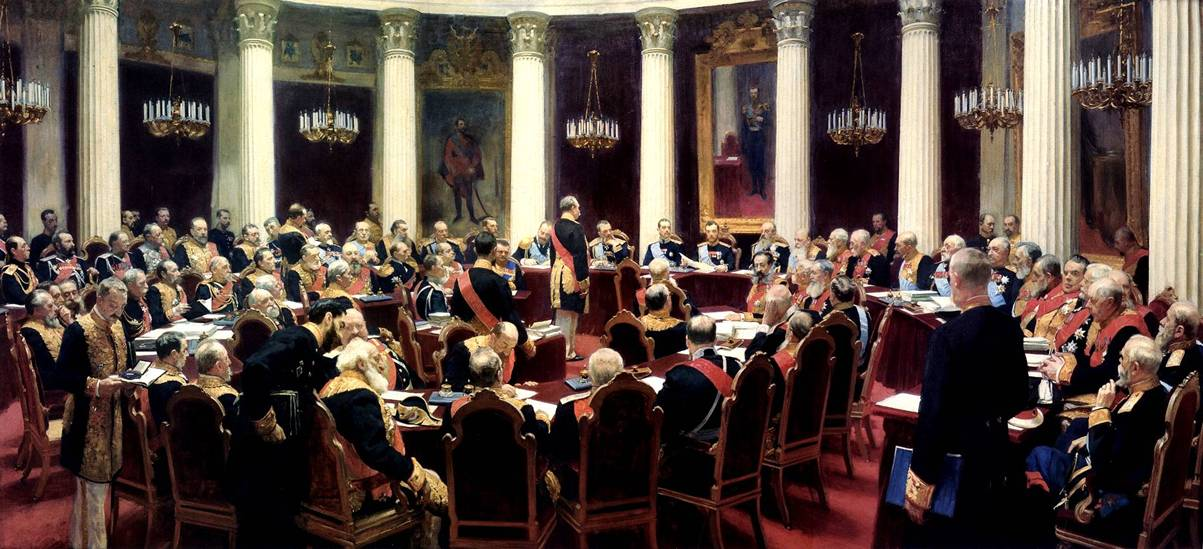
Le Conseil d'État par Ilia Répine, 1901.

En 1894, Alexandre meurt, et son fils Nicolas monte sur le trône de Russie sous le nom de Nicolas II. Il sera le dernier empereur de Russie.
Le tsar Nicolas continue le rétablissement de l'autocratie, mais sa femme, la tsarine Alexandra, puritaine, veut s'éloigner de l'aristocratie. La famille impériale se réfugie autant qu'elle le peut à Tsarskoïe Selo, s'attirant ainsi les foudres de la noblesse.
La révolte gronde dans l'Empire, le pouvoir de la noblesse sur les paysans censés être libres déclenche de nombreuses révoltes, dont la plus importante en 1905. Plusieurs partis exploitent le mécontentement du peuple. La noblesse ne soutient plus le tsar, qui s'enferme à Tsarskoïe Selo. La présence du moine Raspoutine auprès de la famille impériale finit d'irriter les derniers nobles qui soutenaient encore la famille impériale.
En 1905, une Douma impériale est instituée, élue au suffrage semi-universel ; elle deviendra la chambre basse du Parlement (la chambre haute étant le Sénat). La noblesse commence à perdre également du terrain, mais conserve certaines prérogatives.
L'année 1915 voit apparaître les premiers troubles dans le pays, qui atteindront leur paroxysme en 1917.
Le 25, puis le 27 février, les émeutes de la faim se transforment en révolution, le tsar est prié d'abdiquer sous la pression de l'armée, ce qu'il fait le 2 mars 1917, en faveur de Michel, son frère, qui au bout de cinq jours finit par renoncer à la couronne. Comme le résume l'historien Martin Malia, sans avoir pu offrir la moindre résistance, « l'Ancien Régime russe s'écroule comme un château de cartes ».
De ce fait, le régime impérial est aboli. La noblesse cesse d'exister ; ses prérogatives, ses titres et ses privilèges sont abolis par décret du 11 novembre 1917.
En 1918, Lénine et Trotski prennent définitivement le pouvoir, la situation tourne à la guerre civile. Plusieurs factions s'affrontent, dont les « Rouges » et la toute nouvelle Armée rouge et les « Blancs », dont de nombreux monarchistes, partisans d'un retour au tsarisme. La fin de la Guerre civile russe est officiellement actée en juin 1923, après la prise de la ville de Vladivostok par l’Armée rouge, le 25 octobre 1922, provoquant la dissolution de la dernière armée blanche.

#### La diaspora
À la suite des révolutions de 1917 et de la guerre civile russe, le pouvoir bolchévique s'étend sur toute la Russie. Les Russes blancs, au nombre desquels les grandes familles nobles, les officiers et cosaques, restés en Union soviétique sont poursuivis par le nouveau pouvoir (Terreur rouge) et ne survivent que par la fuite ou en cachant leur identité, tout en essayant de gagner leur vie par de petits emplois utilisant les connaissances qu'ils ont pu acquérir telles que la chasse, utile pour un louvetier, ou les langues étrangères et la musique, que l'on pouvait apprendre pour un bol de soupe dans les années 1930, sachant que les études supérieures leur étaient fermées.
Beaucoup de nobles se réfugient en France, ainsi qu'aux États-Unis et au Canada. Généralement accueillis comme des réfugiés de guerre, la plupart sont arrivés dans leur pays d'accueil sans argent. Si quelques uns, comme les Ioussoupoff, disposaient d'importantes liquidités à l'étranger et purent continuer à vivre selon leur rang, la plupart des autres aristocrates vécurent à leur arrivée d'exil dans un réel dénuement.

#### La chute de l'URSS
En 1991, lorsque l'URSS cesse de fait d'exister, la répression contre les anciens Russes blancs (déjà atténuée depuis une vingtaine d'années) cesse. La plupart des grandes familles russes se sont intégrées à leur pays d’accueil. Les descendants de Russes blancs perdirent souvent l'usage de la langue russe et le besoin de retourner dans une Russie qui leur était étrangère.
Avec la libéralisation de la fédération de Russie et l'apparition de l'oligarchie capitaliste, des nobles sont réapparus en Russie, forts d'une nouvelle fortune. Généralement, ces titres sont usurpés, l'absence de lois encadrant la noblesse favorisant tous les excès.
Seuls sont considérés comme nobles russes, les descendants légitimes de familles nobles russes d'avant la révolution de février 1917 et dont certaines sont recensées dans l'Armorial général de la noblesse de l'Empire russe (publié jusqu'en 1917), mais qui est très incomplet, et/ou de membres d'un ordre de chevalerie russe (à la condition expresse que l'ancêtre chevalier ait ainsi obtenu la noblesse héréditaire), ainsi que tous les descendants des fonctionnaires d'État militaires ou civils dont l'ancêtre avait accédé à un rang suffisant pour obtenir la noblesse héréditaire.
L'ouverture progressive des archives permet aux historiens d'effectuer des travaux, comme l'étude Les gens d'autrefois (2006) de Sofia Tchouikina porte sur La noblesse russe dans la société soviétique.

## Fonctionnement
Le fonctionnement de la noblesse russe diffère quelque peu de l'usage français.
Seuls seront considérés ici les statuts de la noblesse tels qu'ils étaient définis dans le Tome IX du Code des lois de la Russie (impériale), et qui ont été grandement réformés en 1721-1722 (Pierre Ier), 1785 (Catherine II) et 1832 (Nicolas Ier).

### Transmission de la noblesse
Plusieurs cas de figures sont à étudier, selon le statut de la noblesse du père et la génération. On ne résumera ici que les plus significatifs :

#### Enfants légitimes[Note 5]
1) Mariage disproportionné :
- Père membre de la famille impériale :  c'est typiquement le cas du mariage morganatique, assez rare et seulement attesté pour des membres masculins de la famille impériale. Impossible de généraliser, s'agissant de mariages d'amour engageant la nation, et donc traités au cas par cas : ainsi les princes Yourievsky, issus du mariage légitime d'Alexandre II et de la princesse Catherine Dolgorouky, et les princes Paley, nés du mariage légitime du grand-duc Paul Alexandrovitch et d'Olga von Pistohlkors (née Karnovitch[Note 6])

- Mère relevant de la famille impériale ou de haute qualité, épousant un roturier ou un noble à titre viager : peu de cas connus. À tout le moins, les enfants recevaient la citoyenneté honoraire héréditaire. En cas de disparition du nom de la mère, une demande de noblesse utérine pouvait être envisagée, mais aucun cas n'est connu sous les Romanoff ; des demandes ont dû être faites aux souverains qui les ont certainement et systématiquement rejetées[Note 7], dans la logique de stricte séparation de la noblesse et des non-nobles qui a constamment animé cette dynastie, du moins jusqu'en 1863…

- On doit aussi mentionner le cas très original[Note 8] des princes (von) Lieven dont la qualité provient des mérites de la baronne von Lieven (1742–1828), née comtesse Charlotte von Gaugreben, qui fut la gouvernante des princes impériaux Alexandre et Nicolas ; c'est justement ce dernier qui, une fois couronné, éleva la bonne comtesse[Note 9] à la dignité de princesse héréditaire le 22 août 1826 ; il ne s'agit toutefois pas ici de noblesse utérine, les Lieven étant de race immémoriale, issus du prince Caupo de Treiben, mort en 1217 et premier prince livonien à se convertir au christianisme (circa 1191).

2) Père noble héréditaire : la noblesse héréditaire, qu'elle fut titrée ou non, se transmettait à tous les fruits du mariage légitime. Seul le statut du père était considéré, et toute épouse légitime, fut-elle d'origine servile, transmettait ici la qualité de son époux.
Remarques :
- Les enfants d'un couple légitime, nés avant l'élévation de leur père dans la noblesse héréditaire, obtenaient toutefois celle-ci de plein droit[Note 13].
- La transmission éventuelle d'un principe de noblesse héréditaire étrangère pouvait être considérée, mais comme relevant du seul droit dont elle procédait, et qui ne concernait pas la Russie. Ainsi, un noble français[Note 14] pouvait transmettre son statut à ses enfants russes légitimes, si la législation de son pays de naissance l'y autorisait ; mais ceux-ci ne bénéficiaient alors en aucun cas des droits de la noblesse russe, puisque n'en relevant pas… sauf si leur mère était elle-même noble russe héréditaire (quoiqu'elle perde ipso facto son statut à son mariage (voir note suivante)) ; dans ce cas, ils pouvaient prétendre (encore fallait-il la demander) à la citoyenneté honoraire héréditaire sinon à la noblesse, au cas par cas, le statut de leur père l'emportant[Note 15].

3) Père noble à titre viager (noblesse personnelle) selon le droit russe : la noblesse viagère étant assimilée depuis 1832 à la citoyenneté d'honneur héréditaire, les fruits d'une union légitime avec un noble viager devenaient ipso facto honoraires héréditaires.
4) Père honoraire héréditaire : d'une manière générale, les enfants gardaient ici le statut paternel. Des exceptions pouvaient être envisagées si la mère était de qualité (noblesse utérine), mais elles devaient systématiquement être soumises au souverain, seul décisionnaire en la matière : et de telles autorisations furent quasi inexistantes.

#### Enfants illégitimes
1) Issus d'un membre de la famille impériale :  peu de créations de noms et de titres, comme celui du comte Bobrinsky/Bobrinskoï, fils de Catherine II et de son favori, Grigori Orlov puis du prince Oginski, fils d'Alexandre II et de la comtesse Olga Kalinovska. En général, la dynastie s'en remettait à l'usage en la matière, confiant l'éducation de ses enfants naturels, soit à leur mère (si celle-ci n'était pas noble héréditaire de naissance, elle le devenait alors, sans création de titre), soit à un courtisan (de noblesse héréditaire) de confiance, qui leur transmettait alors son nom (ainsi l'amiral Eugène Alexeïev, pourtant fils d'Alexandre II, reçut jusqu'à l'otchestvo Ivanovitch (et non Alexandrovitch), de son beau-père, net symbole de son déclassement)…
2) Issus d'un père noble :  jusqu'en 1832, les enfants naturels ne gardaient ni le titre, ni le nom, et encore moins le statut de leur père. Considérés comme nobles à titre viager, ils étaient généralement confiés, souvent moyennant un soutien financier, à un noble, ami et/ou parent, qui leur transmettait son nom. Ainsi le poète (Vassili Andréïevitch) Joukovsky, protecteur et ami du génial Pouchkine, et qui aurait dû naître Vassili Afanassievitch Bounine ; de naissance illégitime, il fut adopté par un ami de son père dont il reprit le patronyme familial. Il obtint finalement la noblesse héréditaire au service de Nicolas Ier. À partir de 1832, ils reçoivent systématiquement le statut d'honoraire héréditaire : ainsi le compositeur Borodine, fils d'un prince géorgien de la maison des Guédévanichvili et d'une cantinière et adopté par un couple de domestiques du prince, les Borodine, dont il reprit le nom.

### Transmission des titres
Là encore deux cas de figures distincts.

#### Titre associé à une qualité
La qualité de prince ou de princesse suivait (et suit toujours) la règle française. Dans le cas du mariage légitime d'une princesse avec une personne de rang inférieur (titrée ou pas), celle-ci garde sa qualité et son titre.
La qualité de noble est indiquée sur les armes par une couronne de chevalier. C'est pourquoi cette qualité et ce titre ne sont plus portés, sauf sur les armes. Comme la princesse, la personne de qualité garde son statut (et son titre) même en cas de mariage avec un non noble ; mais elle ne le transmet pas.

#### Titre non associé à une qualité
La règle de base est la transmission à tous les membres légitimes de la famille, le titre ne correspondant nullement à un fief, mais à la classification de la famille dans la hiérarchie nobiliaire, très stricte depuis Pierre Ier. Ainsi, Sophie Ivanonvna, fille du comte Ivan Bogdanovitch N*** s'appellera comtesse Sophie N***. Mais seul le chef de famille portera le titre nu : par exemple comte N***.
Le titre de baron se transmet comme celui de comte.

#### Adresse
Bien que cela ne se pratique plus guère, dans une assemblée de nobles russes, seul le plus haut titré, et parmi des personnes de même rang, seul le plus âgé, est qualifié selon son rang.
Les anciennes adresses, notamment celles stipulées dans la Table des Rangs, ne sont évidemment plus employées et employables…

## Origine des familles
Les principales familles de la noblesse russe tirent leurs origines d'anciennes dynasties ayant régné sur le territoire de l'ancien Empire russe ou de boyards russes ou d'origine polonaise ou allemande.
La principale est la dynastie de Rurik (fondateur de la Russie), dont relèvent les familles Volkonsky, Obolensky, Chouïski, Belosselsky-Belozersky, Dolgoroukov, Martynov, Davydov, Khilkoff, Repnine, Tatischeff, Bariatinsky, Gortchakov, Gagarine ou Poutiatine.
Les autres grandes dynasties sont celles de Gediminas, dont les familles Boulgakov, Galitzine, Schirinsky-Schikhmatoff, Kourakine, Khovansky, Troubetzkoy, Mstislavsky, Belsky et Volynsky (ce sont des familles ayant généralement été souveraines sur des principautés de l'ancien royaume lituanien, peu à peu intégrées aux principautés russes), et de Gengis Khan, dont les Rostoptchine, les Mestchersky, les Bakounine, les Spechnieff, les Verderewsky, etc.
Ces trois grandes dynasties constituent l'essentiel de l'aristocratie impériale.
Nombre d'autres familles de la noblesse russe tirent leur origine de lointains ancêtres polonais (les Bounine), tatares (les Balachoff), germaniques (les Pouchkine/Pouchtchine), finnois, lituaniens (les Lieven), voire suisses, françaises (surtout depuis le XVIIIe siècle) et britanniques (les Bestoujeff et les Lermontoff). Le port de titres étrangers, notamment du Saint Empire, a généralement été toléré, voire encouragé par la cour impériale ; Ainsi, il n'est pas rare, au début de la réforme des statuts de la noblesse par Pierre le Grand, que des familles d'origine russe portent des titres germaniques. Ces titres furent vite remplacés par des titres « locaux », car accordés par les souverains russes, eux-mêmes princes du Saint Empire.
Enfin, de nombreuses familles nobles germaniques se sont installées en Russie et ont servi fidèlement l'Empire depuis le XVIIIe siècle, devenant ainsi membres de la noblesse impériale russe.
Il ne faut pas oublier les origines cosaques de quelques familles nobles toujours existantes. Ainsi, la plupart des chefs cosaques, les atamans, sont devenus nobles et ont été régulièrement titrés par les tsars (comme les Gogol-Yanovsky et les Razoumowsky).
Avec la montée de la bureaucratie au XIXe siècle, il n'était pas rare de trouver des cosaques au sein de l'administration et des mariages entre les cosaques et la noblesse (parfois même la très haute noblesse) ont eu lieu, favorisant l'émergence d'une aristocratie cosaque.
Enfin, l'anoblissement quasi systématique des hauts cadres de l'administration et de l'armée (Table des Rangs) a permis aux Romanoff de se constituer une nombreuse noblesse de service, issue aussi bien de Russes que d'étrangers (notamment des Hollandais, Italiens, Allemands, Suisses et Français) venus tenter l'aventure dans l'Empire.

## Principales familles nobles
Les familles mentionnées ci-dessous sont classées par ordre alphabétique. Elles ne constituent pas la noblesse russe, mais seulement une fraction représentative de celle-ci et de son rôle historique. Leurs armes respectives ont toutes été répertoriées et sont reproduites dans les différents volumes de l'Armorial général de la noblesse de l'Empire Russe.
Il arrive souvent qu'un même nom écrit originellement en cyrillique possède plusieurs translittérations dans l'alphabet latin, différences particulièrement fréquentes entre les transcriptions anglophone et francophone. De surcroît, la transcription du russe a varié selon les époques. Ainsi, en français, les syllabes finales en -eff ou -off ont été transformées en -ev et -ov dans les années 1930. L'usage a toutefois conservé l'ancienne transcription pour un certain nombre de ces noms, cités depuis longtemps dans les ouvrages historiques.
Par ailleurs, il existe de nombreuses homonymies dans l'ancienne Russie, dues au fait que les descendants de serfs affranchis portaient souvent le nom des propriétaires des terres où travaillaient leurs ancêtres.
| - Andronikov - Apraksine (Apraxine) - Famille Bakhmetev(Bakhmeteff en français) - Famille Bariatinsky - Belosselsky-Belozersky - Belsky - Famille von Benckendorff (Benkendorf) - Famille Bestoujev (Bestoucheff) - Famille Bibikov - Famille Bobrinski (Bobrinsky, Bobrinskoy, Bobrinskoï) - Borodesky (Borodaewsky) - Famille Borozdine - Boulgakov - Famille Cheremetiev (Cheremetieff, Cheremetev, en anglais : Sheremetev) - Famille Chouiski (en anglais : Shuiski) - Famille Chouvalov (Schouwalov, Schouwaloff, en anglais : Shuvalov) - Famille Chtcherbatov - Famille Demidoff - Famille Davydov (Davidov, Davidoff) - Famille Dolgoroukov (Dolgorouki, Dolgoroucki) - Dournovo (en anglais : Durnovo) - Famille Engelhardt - Famille Gagarine - Famille Glebov - Famille Golitsyne (Galitzine) - Golovine - Famille Golovnine - Famille Gortchakov - Famille Garoyanovich (Karoyan) - Famille Gouriev : Famille de marchands d'origine noble. - Famille Ignatiev (Ignatieff, en anglais : Ignatyev) - Famille Istomine - Khilkov Khilkov - Khovansky - Famille Kotchoubeï (en anglais : Kochubey) - Famille Kourakine (en anglais : Kurakin) - Famille Leuchtenberg - Famille Levachov - Lieven - Lopoukhine (en anglais : Lopukhin) - Famille Lvov - Martynov - Maksoutov (en anglais : Maksutov) - Matveïev (Matveïeff, en anglais : Matveyev) Matveyev - Menchikov - Miloslavski | - Mordvinov (ru) - Mouraviov (Mouraviev, en français : Mouravieff, en anglais : Muravyov) - Mstislavsky - Moussine-Pouchkine - Nabokov (Nabokoff) - Famille Narychkine (en anglais : Naryshkin) - Obolensky - Famille Obolensky-Leperovich Armorial général de la noblesse de l'Empire russe - Osterman (Ostermann) - Famille Ostrogradsky, - Pahlen - Paley - Panine - Famille Poliakoff - Poutiatine - Razumovsky - Famille Repnine - Maison Romanov - Maison Rostoptchine, d'origine tatare - Famille Rumyantsev (Romanzov) - Famille Reynowich[réf. nécessaire] - Saltykov - Famille Schirinsky-Schikhmatoff - Famille Solomine - Famille Soumarokov-Elston (Sumarokov-Elston) - Souvarov (Souvorov, Souwarow) - Famille Spassky - Famille Strogonov (Stroganov, Stroganoff) - Tatischeff - Famille Tchernychev - Famille Tolstoï - Famille Trokhatcheff - Famille Troubetzkoy (Troubetskoï) - Famille Wassilieff - Famille Vassiltchikov (Wassiltchikoff) - Volkonsky (Volkonski, Wolkonsky) - Volynsky - Famille Voronov (Woronoff) - Vorontsov (Vorontzoff, Worontzow) - Famille Wiazemsky - Famille Youssoupoff (Ioussoupov) - Famille Zinoviev - Famille Zoubov |